# Парканы (Слободзейский район)
Парка́ны (укр. Паркани, молд. Паркань) — село в Слободзейском районе непризнанной Приднестровской Молдавской Республики, абсолютное большинство населения которого составляют болгары. Расположено между Тирасполем и Бендерами. Входит в Тираспольско-Бендерскую агломерацию. Через село проходит троллейбусная линия Тирасполь — Бендеры. До 1991 года село Парканы входило в состав  Тираспольского района. В 1991 году в ходе административно- территориальной реформы, село вошло в состав Слободзейского района.

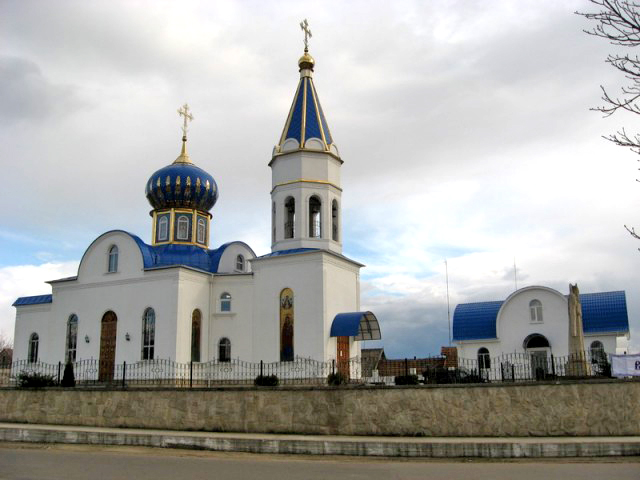
Церковь в селе Парканы

Храм села — 21 ноября.

## История
Село Парканы показано на карте генерала Панина при штурме Бендерской крепости в 1770 году, находилось на границе Российской империи до 1812 года, когда Бессарабия вошла в состав России. С 1918 по 1940 год, когда Румыния аннексировала Бессарабию, граница снова расположилась по Днестру. С 1940 года в состав МАССР (столица - Тирасполь) вошла часть Бессарабии, вследствие чего преобразовали МАССР в МССР и столицу перенесли в г. Кишинёв. В селе Парканы проживает 10,5 тысяч человек, из которых около 80 % — болгары. В июне и сентябре 1990 года именно в Парканах прошёл первый съезд приднестровских депутатов всех уровней и второй чрезвычайный съезд приднестровских депутатов всех уровней. Первый съезд признал целесообразным образование Приднестровской Автономной Советской Социалистической Республики в составе тогда ещё Молдавской Советской Социалистической Республики, а второй съезд провозгласил создание ПМССР.
В 2008 году в Парканах, был открыт памятник Василу Левскому — болгарскому политическому деятелю, революционеру, участнику национально-освободительного движения в Болгарии. Национальный герой Болгарии, известен как Апостол свободы.
Традиционная народная культура села очень разнообразна. В архитектуре сельской застройки, национальных костюмах и кухне, обычаях и обрядах, так как в основе всех культурных традиций лежит общенациональная южнославянская культура. Болгары, переселившиеся в 1806—1811 году, принесли не только свой язык, культуру, традиции и обычаи, но и свою психологию, своё фанатичное трудолюбие и жажду предпринимательства. К этому следует добавить черты, характерные для большинства колонистов, независимо от их национальности: опора на собственные силы, самостоятельность в принятии важных решений. Дух здоровой конкуренции постоянно присутствует у болгар — каждый стремится сделать лучше и больше, чем сосед. Соперничество не мешало взаимовыручке и бескорыстной помощи попавшим в беду. Большим разнообразием отличается планировка и архитектура болгарского крестьянского дома. Дома, как правило, строились из камня и глины в сочетании с деревянными каркасными конструкциями, что придавало им особую архитектурную легкость. Дома не имеют четкой планировки. Дома чаще всего обращены фасадом на солнечную сторону и располагаются в глубине двора. При выполнении самых трудоемких работ на строительстве дома у болгар была традиция коллективной взаимопомощи — «миджия». Отдельные части заселения села обычно заселялись родственными семьями, что является отражением весьма характерной для всей социальной жизни болгарских крестьян традиции — коллективизма. Как и у болгар в Болгарии, у болгар в селе Парканы долгое время сохранялась большая семья и группа родственных семей по мужской линии.
Болгарские корни имеют и многочисленные народные обычаи, которые можно наблюдать в селе; например, кража мебели во дворе невесты в день, когда перевозят мебель («дрехи»). Заключение брака являлось самым важным моментом в жизни человека («свадба»), большое внимание уделяется свадебной обрядности, важной частью которой является сватовство (гудеш). День гудеша обговаривали и назначали заранее; в тот вечер идут жених и его родители, близкие родственники, друзья и музыканты, а будущая невеста целует всем гостям руки, и кладут в руки деньги и дарят подарки. В день свадьбы перед рассветом во двор к молодым приходили женщины и пели песню о молодых, «Угрялу». Это песня, которая олицетворяет искренность чувств молодоженов, чистую долгую любовь. Длительность свадьбы составляет 2-3 дня, в первый день праздник празднуется у невесты, на следующий день у жениха, и, конечно же, не обходится без традиционных болгарских обрядов, таких как «саръ», «подлив», «ръка» - дар денег молодым. Если родители делали свадьбу последнему ребенку, то в понедельник родителей одевали в жениха и невесту, проводили катание их по селу, все это проходило очень весело и задорно.
К традициям также относятся поднесение даров и обрядового хлеба (питы) новорожденному младенцу и многие другие.

## Народные праздники
Наиболее популярны и любимы Рождество Христово (Коледа, хождение коледующих-коледари), Новый год («Сурва година», буквально — «незрелый, свежий год») с веселыми карнавалами, шествием ряженых (сурваки);
1 марта в селе торжественно отмечают приход весны, в честь которого дарят всем родным и знакомым "Мартеницы" (молд. Мэрцишора) — изящные поделки в виде кисточек из красных и белых ниток.
Пасха, Светлое Христово Воскресенье — «Велик ден» — главным является сдобное мучное блюдо из дрожжевого теста — «Паска»;
День Георгия Победоносца — «Гергьовден»: один из самых значительных праздников для большинства славянских народов; День поминования усопших — «Проводы» — буквально жители всего села идут на кладбище («гробища») вспомнить всех усопших;
«Зелена Свята» — в этот день соседи и родственники подают что-то испеченное, сладкое, фрукты за упокой души своих родных и близких, также в этот день украшают свои ворота зелеными листьями грецкого ореха что символизирует память об умерших.
Осенью, в пору сбора урожая и заслуженного отдыха, проходят «сборы» — многолюдные «съезды» соседей с веселыми застольями прямо на улице.

## Награды
- «Орден Почета» — 2016 год[2]